# ズデーテン山地
ズデーテン山地（ドイツ語: Sudeten、チェコ語・ポーランド語: Sudety）は、ドイツ東部からポーランド南部を経てチェコまでのびる山地。日本語ではスデーティ山地とも表記する場合もある。最高峰はチェコとポーランドの国境にあるスニェシュカ山（チェコ語: Sněžka、ポーランド語: Śnieżka）で、標高1,603メートルである。

## 概要
この山を中心に、約15万ヘクタールにわたって裾野が広がり、東欧最大の山岳地帯であり、多くの河川の水源でもある。このうちの4万ヘクタールが1963年に国立公園に指定された。大きな山を意味する「クルコノシェ」国立公園である。世界でも最悪といわれる酸性雨の被害が酷い場所である。
近年、ウィンタースポーツ目当ての観光客が増加し、アルプスに替わるスキーリゾートとして注目を浴びている。
第二次世界大戦の前史で政治問題化したズデーテン地方はこの山地の名称に由来する。ただし、いわゆるズデーテン地方の南半分はこの山地から離れており、ズデーテンの名がつけられたのは第一次世界大戦後の政治運動によるものである。